# 超级大回转

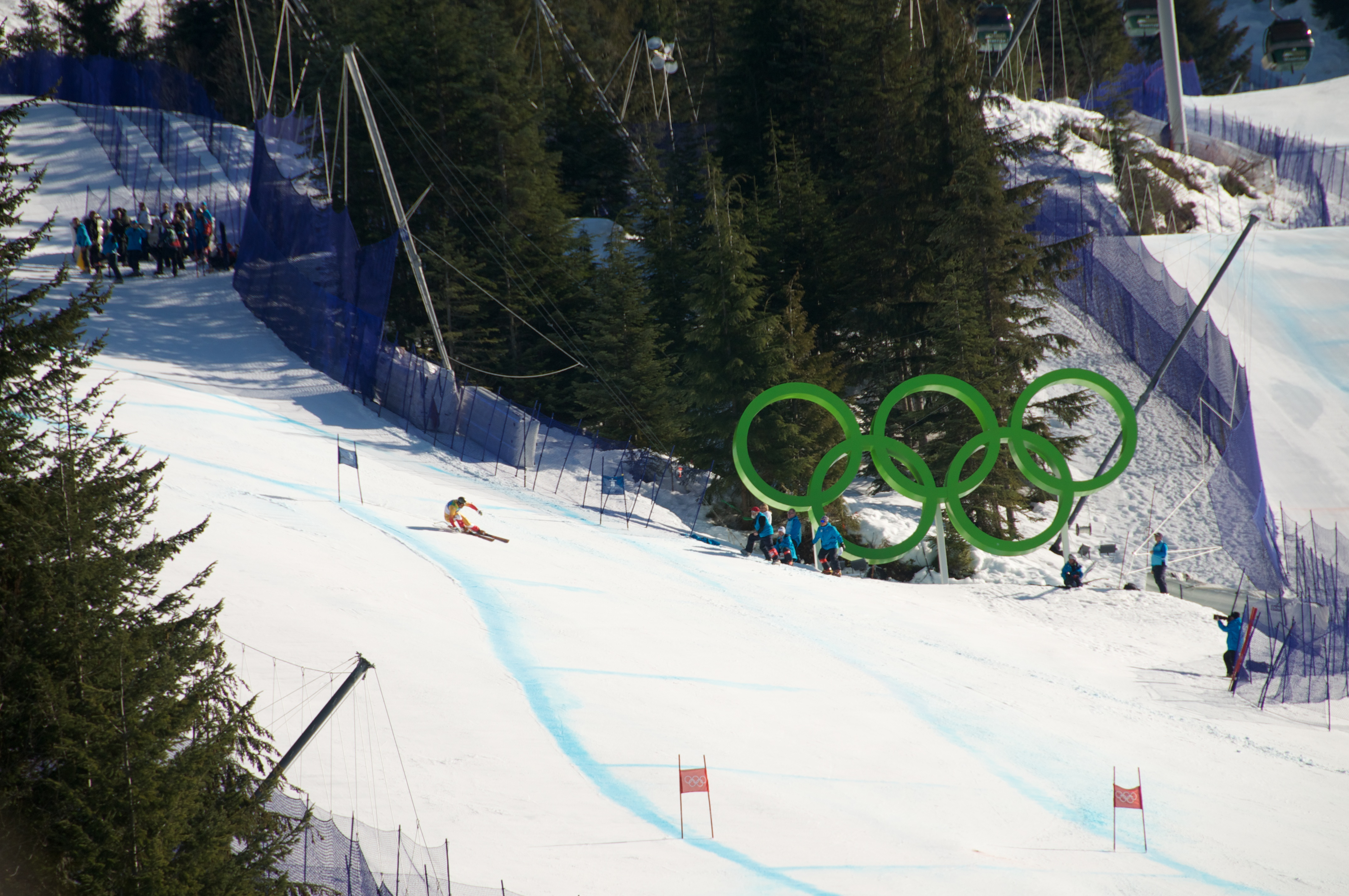
比赛風景（2010年温哥华冬季奥运会）

超级大回转（Super Giant Slalom或Super-G），高山滑雪比赛项目之一。1983年世界杯赛季中被首次列为官方比赛项目，1987年和1988年才被列入世界锦标赛和现代奥运会正式比赛项目。因为下坡的速度超过小迴轉（Slalom）和大回转（Giant Slalom），因此得名。每个运动员只有一次機會採計成績。在奥运会上，超级大回转项目通常设置在与滑降项目相同的斜坡，但起点较低。

## 历史
超级大回转在1982年世界杯资格赛中被列为比赛项目之一，但不计入排名。同年夏，国际滑雪联合会(FIS)批准其为1982年12月在法国瓦勒迪泽尔举行的高山滑雪世界杯正式比赛项目，项目的获胜者是瑞士的彼得·穆勒。第一次女子超级大回转赛在1983年1月初瑞士韋爾比耶进行，第一个女子冠军是西德的伊雷妮·埃普勒，美国人辛蒂·尼爾森则在次日获得另一赛程冠军。
在其早期，超级大回转并不被人们普遍接受，甚至受到包括1982年12月两届卫冕总冠军的菲尔·梅尔抵制。
1986年高山滑雪世界杯上，超级大回转获得独立地位，男女冠军是西德的马库斯·瓦斯迈尔（Markus Wasmeier）和玛丽娜·基尔（Marina Kiehl），两人第一个获得超级大回转赛水晶地球杯。
1987年超级大回转正式列入在瑞士克萊恩-蒙塔納（Crans-Montana）举行世界高山滑雪錦標賽比赛项目，瑞士明星皮尔明·楚尔布里根（Pirmin Zurbriggen）和瑪麗亞·華利澤获得金牌，成为超级大回转赛第一个男女世界冠军。
卡尔加里1988年冬奥会的高山滑雪超级大回转赛上，法国的弗兰克·皮卡尔（Franck Piccard）和奥地利的西格丽德·沃尔夫（Sigrid Wolf）获得男女组金牌。

## 设备
为了增加安全性，2004年赛季上国际雪联(FIS)设立超级大回转赛最大雪板长度；男子组首次降至205厘米(80.7英寸)，女子组200厘米(78.7英寸)。2013/2014赛季的最小转弯半径增加到45米(148英尺)。